# 6 Lyncis b
6 Lyncis b (abbreviato 6 Lyn b) è un pianeta extrasolare in orbita intorno alla stella subgigante arancione 6 Lyncis, ad una distanza di circa 182 anni luce dalla Terra, nella costellazione della Lince.
Il pianeta ha una massa minima di 2,01 MJ. Il suo periodo orbitale è di 934 giorni, o 2,46 anni. Il semiasse maggiore è di 2,11 UA, il periastro è di 1,96 UA, e l'afastro è 2,26 UA, con un'eccentricità orbitale di 0,073. Il pianeta è stato scoperto il 3 giugno 2008 dall'Osservatorio Astronomico di Okayama, in Giappone, con il metodo della velocità radiale.